# Историја рудника угља
Историја ископавања угља сеже хиљадама година. Значајно је добила током индустријске револуције у 19. и 20. веку, када се првенствено користила за покретање парних мотора, грејања зграда и производње електричне енергије. Ископавање угља и данас представља важну економску активност. У поређењу са дрвеним горивом, угаљ даје већу количину енергије по маси и често се може добити у областима где је дрво тешко доступно. Иако се у прошлости користио као домаће гориво, угаљ се данас највише користи у индустрији, посебно у производњи топионица и легура, као и за производњу електричне енергије . Ископавање угља у великим количинама развијено је током индустријске револуције, а угаљ је представљао главни извор примарне енергије за индустрију и транспорт у индустријским областима од 18. века до 1950-их. Угаљ је и даље важан извор енергије због ниских трошкова и обиља у односу на друга горива, посебно за производњу електричне енергије. Угаљ се данас такође ископава у великим размерама методом отворених јама где год да слојеви угља утичу на површину или су релативно плитки. Британија је развила главне технике подземног ископавања угља од краја 18. века па надаље, а даљи напредак је био вођен технолошким напретком 19. и почетка 20. века. Међутим, нафта и гас су се све више користили као алтернативе од 1860-их па надаље.
До краја 20. века, угаљ је у великој мери замењен у домаћој, па и индустријској и транспортној употреби нафтом, природним гасом или електричном енергијом произведеном од нафте, гаса, нуклеарне енергије или обновљивих извора енергије. До 2010. године, угљен је произвео преко четвртине светске енергије, а до 2050. године очекује се да ће произвести око трећине.
Од 1890. године, експлоатација угља такође је била политичко и друштвено питање. Раднички и синдикални покрети рудника угља постали су снажни у многим земљама у 20. веку а рудари су често били вође левичарских или социјалистичких покрета (као што су Велика Британија, Немачка, Пољска, Јапан, Чиле, Канада и САД)  Од 1970. године питања заштите животне средине постају све важнија, укључујући здравље рудара, уништавање пејзажа рудницима и уклањањем врхова, загађење ваздуха и допринос изгарања угља глобалном загревању .

## Рана историја
Рана експлоатација угља била је ситног обима, угаљ је лежао или на површини, или врло близу. Типичне методе за вађење укључују рударство и јаме за звонце. Као и минобацачке мине, коришћено је минирање рудника. То је изгледало у облику јаме за звоно, вађење споља из централне осовине, или техника која се назива соба и стуб у којој су „собе“ угља извађене са стубовима остављеним да подрже кровове. Међутим, обе ове технике су иза себе оставиле знатну количину употребљивог угља.
Археолошки докази у Кини указују на површинско копање угља и употребу у домаћинству након отприлике 3490. године п. н. е.
Најраније литературе за употребу угља у обради метала налазе се у геолошком трактату о камењу (круг 16) грчког научника Теофраста (око 371–287. П.н.е).
Међу материјалима који су ископани јер су корисни, они познати под називом угљен су направљени од земље, и када се једном запале, сагоревају попут дрвеног угља. Пронађени су у Лигурији ... и у Елису док се планинским путем приближава Олимпија; а користе их они који раде на металима.
Најраније познату употребу угља у Америци имали су Азтеци који су користили угаљ за гориво и млаз (врста лигнита ) за украсе.
У римској Британији, Римљани су експлоатисали сва велика поља угља (осим оних Северног и Јужног Стафордсхира ) до краја другог века. Иако је већина његове употребе била локална, жива трговина развијала се обалама Северног мора снабдевајући угљем Јоркшир и Лондон . То се проширило и на континенталну Рајну, где се битуменски угаљ већ користио за топљење руде гвожђа. Кориштен је у хипокаустима за загревање јавних купатила, купатила у војним утврдама и вилама богатих појединаца. Ископавањем су откривене залихе угља у многим утврдама дуж Хадријановог зида, као и остаци топионице у тврђавама као што је Лонговициум у близини. 
Након што су Римљани напустили Британију, 410. године после нове ере, мало је записа о коришћењу угља у земљи до краја 12. века. Оно што се заиста догађа је у Англосаксонској хроници за 852. годину када се помиње најамнина која укључује 12 терета угља. У 1183. години ковач је добиојао земљу за свој рад, а од њега се тражило да „подигне властити угаљ“  ‍:171–2 Убрзо након потписивања Магна Царте, 1215. године, угаљ је почео да се тргује у областима Шкотске и североисточној Енглеској, где су слојеви карбона били изложени на морској обали и тако постали познати као "морски угаљ". Ова роба, међутим, није била погодна за употребу у врстама домаћих огњишта која су се тада користила, а углавном су је користили занатлије за сагоревање креча, обраду метала и топљење метала. Већ 1228. године, морски угаљ са североистока одвожен је у Лондон. ‍:5 Током 13. века, трговина угљем је расла широм Британије, а крајем века већина угљених поља у Енглеској, Шкотској и Велсу радила је у малом обиму. ‍:8 Како је употреба угља међу занатлијама постала све раширенија, постало је јасно да дим од угља делује штетно по здравље, а све веће загађење у Лондону доводи до великих немира и узнемирености. Као резултат тога, 1306. године објављено је краљевско проглашење којим је забрањено лондонским артификантима забрањивало употребу морског угља у својим пећима и наређивало им да се врате традиционалним горивима од дрвета и угља. ‍:10 Током прве половине 14. века угаљ је почео да се користи за грејање у домаћинству у подручјима која производе угаљ у Британији, јер су побољшана дизајна домаћих огњишта. ‍:13 Едвард III је био први краљ који се заинтересовао за трговину угљем на североистоку, издајући бројне дописе којима је регулисао трговину и дозволио извоз угља у Кале . ‍:15 Потражња за угљем непрестано је расла у Британији током 15. века, али он се и даље углавном користио у рударским окрузима, у приморским градовима или се извози у континенталну Европу. ‍:19 Међутим, средином 16. века залихе дрва у Британији су почеле да пропадају и употреба угља као домаћег горива брзо се проширила. ‍:22
1575. године, господин Џорџ Брус од Карнок-а (George Bruce of Carnock) из Калрос-а, у Шкотској, отворио је први рудник угља за вађење угља из „јаме рова“ под морем на Ферт ов Форт-у . Конструисао је вештачко острво за утовар у које је потонуо оси од 40 стопа, која се спајала на још два шахта за дренажу и побољшану вентилацију. Технологија је била далеко испред било које методе ископавања угља у касном средњовековном периоду и сматрана је једним од индустријских чуда тог доба.
Током 17. века остварен је велики напредак у рударским техникама, као што је примена пробног досадног проналажења одговарајућих лежишта и ланчаних пумпи, погоњених воденим точковима, за дренажу водовода . ‍:57–9
Северноамеричка лежишта угља први су открили француски истраживачи и трговци крзном уз обале Гранд Лејк-а (Grand Lake) у централном граду Њу Брансвик (New Brunswick) у Канади 1600-их. Изложени су угљени шавови где су реке утекле у језеро и ископане руком преко површине и из тунела укопаних у шав. Око 1631. Французи су поставили своју трговину крзном на ушћу реке Свети Јован за своју главну пошту у Акадији и започели изградњу нове утврде. Главна резиденција у тврђави била је дизајнирана са два камина широка 11 стопа која су била снабдевена дрвом и угљем из горње реке. Већ 1643. Французи су слали угаљ и друге залихе у британску колонију у Бостону.

## Индустријска револуција
Индустријска револуција, која је у Британији започела у 18. веку, а касније се проширила на континенталну Европу, Северну Америку и Јапан, темељила се на доступности угља за покретање парних мотора . Међународна трговина експоненцијално се проширила када су за железнице и парни бродови током викторијанске ере изграђене парне машине са угаљем . Угаљ је био јефтинији и много ефикаснији од дрвног горива у већини парних мотора. Како централна и северна Енглеска садржи обиље угља, у тим областима су били постављени многи рудници, као и поље угља Јужног Велса и Шкотска . Технике малог обима нису биле погодне за све већу потражњу, док се екстракција померала од површинске екстракције до копања дубоких осовина како је напредовала индустријска револуција.
Како су парови путовали у иностранство из индустријализованих земаља Европе, њихова потреба за угљем послужила је као покретач за ископавање угља на различитим локацијама широм света. Пример за то је ископавање угља у Зона Сенчро Сур (Zona Centro Sur), Чиле, која је започела као одговор на долазак паробродских бродова у Талкавано (Talcahuano).

## Почетак 20. века
| Светска производња угља око 1905. | Светска производња угља око 1905. | Светска производња угља око 1905. |
| Земља                             | Година                            | Кратки тонови                     |
| Европа                            | Европа                            | Европа                            |
| --------------------------------- | --------------------------------- | --------------------------------- |
| Уједињено Краљевство              | 1905                              | 236,128,936                       |
| Немачка (кол)                     |                                   | 121,298,167                       |
| Немачка (лигнајт)                 |                                   | 52,498,507                        |
| Француска                         |                                   | 35,869,497                        |
| Белџм                             |                                   | 21,775,280                        |
| Аустрија (кол)                    |                                   | 12,585,263                        |
| Аустрија (лигнајт)                |                                   | 22,692,076                        |
| Хангри (кол)                      | 1904                              | 1,031,501                         |
| Хангри (лигнајт)                  |                                   | 5,447,283                         |
| Шпанија                           | 1905                              | 3,202,911                         |
| Rusija                            | 1904                              | 19,318,000                        |
| Недерлендс                        |                                   | 466,997                           |
| Босниа (лигнајт)                  |                                   | 540,237                           |
| Ромениа                           |                                   | 110.000                           |
| Сбиа                              | 1904                              | 183,204                           |
| Итли (кол енд лигнајт)            | 1905                              | 412,916                           |
| Шведска                           |                                   | 322,384                           |
| Грис (лигнајт)                    | 1904                              | 466,997                           |
| Асија                             |                                   |                                   |
| Индиа                             | 1905                              | 8,417,739                         |
| Џпан                              | 1905                              | 11,542,000                        |
| Сумачра                           | 1904                              | 207,280                           |
| Африка                            |                                   |                                   |
| Транзвал                          | 1904                              | 2.409.033                         |
| Нејтл                             | 1905                              | 1,129,407                         |
| Кејп Колони                       | 1904                              | 154,272                           |
| Норт енд Саут Имерика             |                                   |                                   |
| Имерика                           | 1905                              | 350,821,000                       |
| Канада                            | 1904                              | 7,509,860                         |
| Мексикоу                          |                                   | 700.000                           |
| При                               | 1905                              | 72,665                            |
| Острлејжа                         |                                   |                                   |
| Њу Саут Вејлс                     | 1905                              | 6,632,138                         |
| Квинзланд                         |                                   | 529,326                           |
| Викториа                          |                                   | 153,135                           |
| Вестерн Аустрелија                |                                   | 127,364                           |
| Тазменија                         |                                   | 51,993                            |
| Њу Зиланд                         |                                   | 1,585,756                         |

## Велика Британија

### Пре 1900.
Иако се дубоко копање догодило већ 1500-их година (у североисточној Енглеској и дуж обале Ферт ов Форт)  копање дубоких осовина у Великој Британији почело се интензивно развијати у касном 18. веку, са брзим проширењем током 19. и почетком 20. века када је индустрија дошла до врхунца. Положај налазишта угља помогао је да се постигне напредак у Ланкашир, Јоркшир- у и Јужном Велсу . Јоркширске јаме које су снабдевале Шефилд биле су дубоке само око 300 стопа. Нортамберланд и Дарам су били водећи произвођачи угља и били су места првих јама. У већем делу Британије угаљ је обрађиван из висећих мина или одбачен када је испливао на површину. Мале групе рудара са скраћеним радним временом користиле су лопате и примитивну опрему.
Шкотски рудари били су везани за своје „мајке“ актом 1606. „Анент Колиерс и Солтерс“ (Anent Coalyers and Salters). Акт о Колиерс и Солтерс (Шкотска) из 1775. године, признао је да је то „стање ропства“ и формално га укинуо; ово је ступило на снагу додатним законом 1799. године.
Пре 1800. године, много угља је остављено на местима, јер је вађење још увек било примитивно. Као резултат тога, у дубоким јама Тинесиде (300 до 1.000)   фт дубоко) само око 40 процената угља могло би се извући. Употреба дрвених јама за подршку крова била је иновација која је први пут представљена око 1800. године. Критични фактор била је циркулација ваздуха и контрола опасних експлозивних гасова. Испрва су пожари горели на дну „упцаст“ окна како би се створиле ваздушне струје и циркулирао ваздух, али замиенили су их вентилатори покретани парним машинама. Заштита рудара настала је проналаском Дејвијеве лампе и Џордијеве лампе (Geordie lamp), где је било које огњиште (или метан) безопасно изгорело унутар лампе. То је постигнуто спречавањем ширења изгарања из коморе светлости на спољни ваздух било металном газом или финим цевима, али је осветљење таквих лампи било веома слабо. Су направљене велике напоре да се развију боље сигурних лампе, као што је Муселр (Mueseler) произведен у белгијској јами у близини Лиејежа .
Угаљ је био толико богат у Британији да је понуда могла да се повећа како би се задовољила брзо растућа потражња. Године 1700. годишња производња угља била је нешто мање од 3 милиона тона. Између 1770. и 1780. године, годишња производња угља износила је око 6 милиона тона (или отприлике производња у седмици и по у 20. веку). Након што је 1790. године порастао, достигавши 16 милиона тона дугачких до 1815. године на врхунцу Наполеонoвих ратова . До 1830. ово се повећало на преко 30 милиона тона  Рудари, мање погођени увозном радном снагом или машинама него што су то били радници млинарства памука, почели су да формирају синдикате и воде своју мрачну битку за плату против власника угља и ауторских права, закупци.
Употреба жена и деце (уз делић трошкова мушкараца) био је уобичајен док није укинута Законом из августа 1842.
У Јужном Велсу рудари су показали висок степен солидарности. Живели су у изолованим селима где су рудари чинили велику већину радника. Био је висок ниво једнакости у животном стилу; у комбинацији са евангеличким религијским стилом заснованим на методизму то је довело до идеологије егалитаризма. Направили су "заједницу солидарности" - под вођством Федерације рудара. Синдикат је прво подржао Либералну странку, а затим и после лабуриста 1918., са неким комунистичким партијским активизмом.

### После-1900
Потреба за одржавањем залиха угља (примарни извор енергије) одразила се у оба светска рата . Уз опскрбу енергијом, угаљ је постао веома политичко питање, због услова под којима су коларице радиле и начина на који су се према њима односили власници кочије. Већи део „старе левице “ британске политике може следити њено порекло до подручја за експлоатацију угља, а главни синдикат је Рударска федерација Велике Британије, основана 1888. МФГБ је 1908. године преузео 600.000 чланова. (МФГБ је касније постао централизованија Национална унија рудара ).
Иако су били укључени и други фактори, један од разлога генералног штрајка у Великој Британији из 1926. године била је забринутост да су превозници имали веома опасне радне услове, смањене плате и дуже смене.
Технолошки развој током 19. и 20. века помогао је да се побољша сигурност кола и продуктивни капацитет крађа које су радили. У касном 20. веку, побољшана интеграција вађења угља са масовним индустријама, као што је производња електричне енергије, помогла је угљу да одржи своју позицију упркос настанку алтернативних снабдевања енергијом, као што су нафта, природни гас и, од касних 1950-их, нуклеарна енергија која се користи за електричну енергију. У новије време угљен се суочио са конкуренцијом из обновљивих извора енергије и биогорива.
Већину рудника угља у Британији купила је влада 1947. године и ставила под контролу Националног одбора за угаљ, а само су мањи рудници остали у приватном власништву. НУМ је деценијама заговарао национализацију и, кад је то постигнуто, настојао је да сарађује с НЦБ-ом у управљању индустријом и обесхрабреним штрајковима. Под председавањем Алфреда Робенса, затварачи јама су постали раширени јер је место угља у производњи енергије опало. Руководство НУМ-а наставило се одупирати се позивима на штрајк акције, али неслужбени штрајк почео је 1969. године након што конференција о залагању сати површинских радника није предузета. То је био преломни тренутак који је довео до повећања потрошње на индустрију угља и знатно спорије стопе затварања јама, као и избора више милитантних званичника у руководство НУМ-а. Под влашћу Тед Хифа (Ted Heath), званични штрајк 1972. године добио је повећања плата након Вилберфорцеове комисије. Мање од две године касније, Хиф (Heath) је расписао опште изборе због другог званичног штрајка, који је расписан након што је забрана прековременог рада довела до тродневне недеље у Британији, а избор је изгубио у Лабуристичкој странци. Тада су испуњени захтеви за платама и потрошња на индустрију је и даље расла, укључујући успостављање новог Селби Колфилд-а (Selby Coalfield).
Раних осамдесетих година, многе јаме су имале скоро 100 година и сматрало се неекономичним  да раде по тренутним стопама плата у поређењу са јефтином нафтом и гасом из Северног мора, и у поређењу са нивоима субвенција у Европи . Штрајк рудара из 1984. године није успео да спречи планове конзервативне владе према Маргарет Тачер да смањи индустрију, а распадани Савез демократских рудника основали су рудари, углавном у Мидленду, који су осећали да је НУМ разбио сопствену демократску правила у расписивању штрајка. Национални одбор за угаљ (тада британски угаљ ) приватизован је продајом великог броја јама приватним концернима средином 1990-их. Због исцрпљених шавова, високих цена и јефтиног увоза, рударска индустрија је готово у потпуности нестала, упркос милитантним протестима неких рудара.
У јануару 2008. године, Долина Јужног Велса последњи рудник дубоких јама, Товр Колири (Tower Colliery) у Хирвауну, Ронда Канон Таф (Rhondda Cynon Taf), затворила се са 120 губитака. Угаљ је био исцрпљен. До 2015 угаљ је још увек вади на Хатфилд (Hatfield Colliery), Келингли (Kellingley Colliery) и Торсби Колери (Thoresby Colliery), и се вади на неколико веома великих површинских копова у Јужном Велсу, Шкотској и другде. Келингли Колери (Kellingley Colliery) био је последњи рудник дубоког угља у операцији у Великој Британији, а последња промена угља била је 18. децембра 2015, када су операције угљавања прекинуте губитком 450 радних места, чиме је дубоко копање угља у Великој Британији окончано у целости, скелетни тим људи ће служити камионом све док се коначно не демонтира.
Ископавање угља никада није била главна индустрија у Ирској, осим чаролије средином 19. века када су коларници на источном Тирону били на врхунцу. Дирпарк Мајнс (Deerpark Mines) био је највеће отворено место. 1919. године добио је железничку везу и достигао врхунац производње 1950-их.

## Америка
Антрацит (или „тврди“ угљен), чист и без дима, постао је преферирано гориво у градовима, замењујући дрво до око 1850. Касније су дошли рудници битумена (или "меког угља"). Средином века Питсбург је био главно тржиште. Након 1850. године меки угаљ, који је јефтинији, али прљавији, је дошао у потражњу за железничке локомотиве и стационарне парне машине, а кориштен је за прављење кокса за челик после 1870.
Укупна производња угља је порасла до 1918 .; пре 1890. удвостручио се сваких десет година, крећу ћи се од 8,4 милиона кратких тона 1850. до 40 милиона у 1870., 270 милиона у 1900, и до највише 680 милиона у тони 1918. Нова поља меког угља отворена су у Охају, Индијани и Илиноису, као и Западној Вирџинији, Кентакију и Алабами . Велика депресија 1930-их смањила је потражњу на 360 милиона кратких тона 1932. године.
Под Џоном Л. Луисом (John L. Lewis), Уједињени мински радници (УМВ) постали су доминантна сила на пољима угља у тридесетим и четрдесетим годинама двадесетог века, производећи високе плате и користи. 1914. године на врхунцу је било 180.000 антрацитних рудара; до 1970. остало је само 6.000. У исто време парне машине су укинуте у железницама и фабрикама, а битуменски угљен је коришћен пре свега за производњу електричне енергије . Запосленост у битуменима достигла је највише од 705.000 мушкараца 1923. године, смањујући на 140.000 до 1970. и 70.000 у 2003. години. Чланство УМВ-а међу активним рударима опало је са 160.000 у 1980. на само 16.000 у 2005. години, пошто је експлоатација угља постала механизованија, а не-синдикални рудари преовладавали на новим пољима угља.
Шездесетих година 20. века низ спајања је доживео промену производње угља од малих, независних угљених компанија до великих, разноликих фирми. Неколико нафтних компанија и произвођача електричне енергије купило је компаније угља или узело у закуп савезне резерве угља на западу Сједињених Држава. Забринутост да би конкуренција у индустрији угља могла опадати услед ових промена, била је појачана наглим растом цене угља услед нафтне кризе 1973 . Цене угља су пале 1980-их, дијелом као одговор на кретање цијена нафте, али првенствено као одговор на велико повећање опскрбе широм свијета, што је узроковано ранијим скоковима цијена. Током овог периода, индустрију у САД је карактерисао помак према угљену са мало сумпора.
1987. године Вајоминг је постао највећа држава која се бави производњом угља. Користи се искључиво рударско врпце. Резерве угља Вајоминг-а износе око 69,3 милијарде тона, или 14,2% америчких резерви угља.
У 2008. години конкуренција је била интензивна у америчкој индустрији вађења угља, при чему су се неки рудници у САД приближавали крају свог корисног века ( затварање мина). Друге земље које су производиле угаљ такође су појачале производњу како би освојиле удио традиционалних америчких извозних тржишта. Угаљ се користи првенствено за производњу електричне енергије, али нагли пад цијена природног гаса након 2008. створио је јаку конкуренцију.

## Аустралија
У 1984. Аустралија је надмашила САД као највећи светски извозник угља. Трећина извоза угља у Аустралију отпремљена је из региона Хантр Вали (Hunter Valley) у Новом Јужном Велсу, где су експлоатација и транспорт угља започели скоро два века раније. Река угља прво је име које су британски досељеници дали реци Хантр, након што је тамо угљен пронађен 1795. године. 1804. администрација са седиштем у Сиднеју основала је стално осуђеничко насеље у близини ушћа реке Хантер како би рударило и утоварало угаљ, што је унапред одредило будућност града као луке угља назвавши га Њукасл. Данас је Њукасл, НСВ, највећа лука угља на свету. Сада је држава Квинсланд највећи аустралијски произвођач угља, чији је слив Бовен главни извор црног угља, а планови рудара попут Џине Рајнхарт (Gina Rinehart) планирају да отворе Галилејски и Суратски базен за вађење угља.

## Канада
Канадска експлоатација угља започело је у Њу Бранксвик а десило се такође у Алберти, Британској Колумбији, Новој Шкотској и Саскачеван . Сједињене Државе су биле главни добављач у индустријским регионима Онтарија . До 2000. године око 19% енергије у Канади снабдевало се угљем, већи део увожен је из САД, док луке источне Канаде увозе знатан угаљ из Венецуеле .

### Њу Брансвик (New Brunswick)
Прво вађење угља у Северној Америци почело је у Њу Брансвику у Канади почетком 1600-их. Француски истраживачи и трговци крзном пронашли су угаљ дуж обале Великог језера где су ерозије и реке откриле угаљ. Мале количине угља су ископане из површинских лежишта и тунели ископани у угљеним шавовима, а овај угљен је снабдевао Форт Сент Мари (Fort Saint Marie), који су Французи изградили око 1632. на ушћу реке Сент Џо (Saint John). Французи су угљен продавали британској колонији у Бостону већ 1639. Због овог најранијег извоза угља у Северну Америку, Гранд Лејк (Grand Lakе) је препознато као канадско историјско место. Ископавање угља се проширило након што су Британци преузели контролу над подручјем средином 1700-их и подстакли стална насеља у Њу Брансвик, Новој Шкотској, Квебеку и Онтарију од стране британских лојалиста. Почев од 1765. године, преко 11.000 лојалиста се населило у НБ, највише дуж нижих 100 mi (160 km) реке Сент Џо и око Гранд Лејк-а. Отприлике 200.000 тона угља ископано је на Гранд Лејк-у (Grand Lakе) између 1639. и 1887. године помоћу површинске сакупљања, вертикалних осовина и система соба и стубова. До 1920. године употреба драглинеса и друге модерне опреме омогућила је минирање пруга, а рудници подручја Гранд Лejk (Grand Lakе) у приватном власништву произвели су више од 200 000 тона годишње. Највећи део овог угља користиле су железнице и велика предузећа. До 1936. године постројење за производњу електричне енергије на угаљ у Невцастле Црееку радило је са две линије од 33.000 волти које су ишле ка Фредриктон-у, а једна линија од 66.000 волти била је према Мерисвилу. До 1950. године производња угља у Гранд Лејк-у (Grand Lakе) често је достизала милион тона годишње. 1969. године, сва предузећа у угљеничком округу Гранд Лејк, у приватном власништву и око 1.000 запослених, објединила се у једну компанију која је контролисала покрајинска влада, под називом НБ Кол Лтд. (N.B. Coal Ltd). У 2009. години, све већа доступност забринутости за нафту и животну средину због коришћења угља узроковала је затварање рудника угља Гранд Лејк и рударске индустрије у Њу Брансвику.

### Нова Шкотска
Прво вађење угља у Новој Шкотској почело је у 18. веку малим ручно копаним рудницима у близини мора на Џогинс (Joggins) у Новој Шкотској и на подручју Сиднеја на острву Кејл Бретон . Ископавање угља у великом обиму започело је крајем 1830-их, када је Генерална асоцијација за рударство (ГМА), група енглеских рударских инвеститора, стекла монопол за вађење угља у Новој Шкотској. Увезли су најновије рударске технологије, укључујући пумпе за парну воду и железнице, како би развили велике руднике у области Стелартон (Stellarton) у округу Пиктоу (Pictou), Нова Шкотска, укључујући јаму Форд која је до 1866. била најдубљи рудник угља на свету. Ископавање угља се такође развило у Спрингхил-у (Springhill) и Џогинс-у (Joggins) у округу Камбрленд (Cumberland) у Новој Шкотској. Након истека монопола ГМА, највећи и најдуготрајнији рудници развијени су на Кејп Бретон у Новој Шкотској . Нова Шкотска је била главни добављач канадског угља до 1945. На свом врхунцу 1949. године, 25.000 рудара ископало је 17 милиона метричких тона угља из рудника Нове Шкотске. Рудари који су живели у градовима компанија постали су политички активни у левичарској политици током борбе за сигурност и поштене плате. Рудник Вестреј код Стелартона (Stellarton) затворен је 1992. године након експлозије у којој је погинуло 26 рудара. Сви подземни копови су затворени до 2001. године, мада се у близини Стелартона наставља и неко копање угља у отвореном јаму. Индустријски музеј Нове Шкотске у Стелартону истражује историју рударства у провинцији од њене локације на месту јаме Форд.

### Алберта
Угаљ је било лако пронаћи у ономе што је данас Драмхелер, Алберта, Канада. Национално историјско налазиште Атлас Рудник угља је ово угљено поље претворило у музеј. Овај музеј тумачи како су Блеккфут и Кри (Cree) знали за „црну стену која је горела“. Након што су многи истраживачи пријавили угаљ у том подручју, неколицина ранчера и домаћина ископала је угаљ за своје домове. Сам Драмхелр (Sam Drumheller) је започео налет угља у овом крају када је купио земљу од локалног ранчера, који је потом продао Канадској националној железници. Сам Драмхелр (Sam Drumheller) такође је регистровао рудник угља. Међутим, пре него што га је отворио рудник, Џеси Гауч (Jesse Gouge) и Гарнет Којл (Garnet Coyle) га је претукао отварањем рудника Њукасл (Newcastle) . Једном када је пруга изграђена, хиљаде људи је дошло да минира ово подручје.
До краја 1912. било је девет рудника угља у Њукасл, Драмхелер-у, Мидландвејл (Midlandvale), Росдејл- у (Rosedale) и Вејн-у (Wayne). У годинама које су уследиле отворило се још рудника: Накмајн (Nacmine), Камбриа (Cambria), Вилов Крик (Willow Creek), Лихај (Lehigh) и Источни Кули (East Coulee). Временско кретање индустрије рудника Драмхелр (Drumheller) имало је „среће“ према Националном историјском локалитету Атлас, јер је Синдикат радника рудника недавно добио право на боље услове рада. Као резултат синдикалних акција, усвојени су закони о дечјем раду који спречавају дечаке млађе од 14 година да раде у подземљу.
Рударски кампови на овом подручју названи су "пакленим рупама", јер су рудари живели у шаторима и барама. Ови кампови били су испуњени пијењем, коцкањем и гледањем окршаја као облика рекреације. С временом су се услови за живот побољшавали: мале куће су замениле шаторе, а више жена се придружило мушкарцима и основало породице. С новим активностима попут хокеја, бејзбола и позоришта, кампови више нису били "паклене рупе", већ су постали "чудо града запада".
Између 1911. и 1979., 139 мина регистровано је у долини Драмхелр (Drumheller Valley), од којих су само 34 биле производне током многих година. Почетак краја за рударску индустрију Драмхелр било је откриће нафте у Ледику број 1 1947, након чега је природни гас постао доминантно гориво за грејање домова у западној Канади. Како је потражња за угљем падала, рудници су се затварали и заједнице трпеле. На пример, неке заједнице, Вилов Крик (Willow Creek), потпуно су нестале, док су друге прешле из градова у градове-духове.
Рудник Атлас бр. 4 испоручио је последњи терет угља 1979. године, након чега је Национално историјско налазиште Атлас Рудник угља сачувало последњу од рудника Драмхелр (Drumheller). Такође у близини, Музеј школе Источни Кули (East Coulee) за своје посетиоце тумачи живот породица у рударским градовима.

## Француска
Пјер-Францоа Тубаф (Pierre-Francois Tubeuf) поставио је темеље модерне индустрије у Француској, почевши од 1770. у Лондоку (Languedoc). Синдикати су се појавили са нагласком на питање сигурности крајем 19. века. Године 1885. било је 175 повреда на хиљаду радника годишње. Смртно је у већини година било 2 на 1000 радника), али велика катастрофа увек је била претња. 1099 људи погинуло је у катастрофи рудника Куриес (Courrières) 1906. Кампања за сигурност рудника омогућила је рударима да се одвоје од своје сељачке психологије и створе солидарност која је произашла из дељења опасног посла и да развију свест радничке класе. Синдикати добијају снагу постављањем система радника изабраних делегата за сигурност мина. Национална влада охрабрила је покрет за сигурност мина као средство за ограничавање сукоба на понекад немирним пољима угља. Ипак, штрајкови су и даље веома чести, а рудари угља су преузели водећу улогу у политичком организовању. Немачка је преузела контролу над неким рударским окрузима у Првом светском рату, напуштајући их опустошене. Пољски, шпански и други имигранти доведени су да осигурају стабилну радну снагу на крају рата.

## Немачка
Први важни рудници појавили су се 1750-их, у долинама река Рур (Ruhr), Инда (Inde) и Вурм (Wurm), где се лежиште угља налазило на површини и омогућила површинска експлоатација. Породица Крап (Krupp) је 1782. започела с радом у близини Есена. Након 1815. предузетници у области Рур, која је тада постала део Прусије, искористили су тарифну зону (Zollverein) за отварање нових рудника и припадајућих топионица за гвожђе . Британски инжењери су изградили нове железнице око 1850. године. Израсли су бројни мали индустријски центри, фокусирани на железаре, користећи локални угаљ. Гвожђе и челик обично купују рудници, и постављају пећи за кокс како би снабдевали своје потребе за коксом и гасом.. Ове интегрисане фирме за угаљ ("Huettenzechen") постале су бројне након 1854; после 1900. године постале су мешовите фирме под називом "Конзерн".
Просечна производња рудника 1850. године била је око 8.500 кратких тона; њено запошљавање око 64. До 1900. године просечна производња рудника порасла је на 280.000, а запосленост на око 1.400. Укупна рурска производња угља порасла је са 2,0 милиона кратких тона 1850. на 22 у 1880, 60 у 1900 и 114 у 1913, на ивици рата. Године 1932. производња је смањена на 73 милиона тона, порастајући на 130 у 1940. години. Производња је досегла врхунац 1957 (123 милиона), смањујући се на 78 милиона кратких тона у 1974. Крајем 2010. године у Немачкој се производило пет рудника угља. Посљедњи рудник тврдог угља у Њемачкој затворен је 21. децембра 2018. године.
Рудари у области Рур били су подељени по националности (са Немцима и Пољацима) и религији (протестанти и католици). Мобилност у рударским камповима и изван њих у оближњим индустријским областима била је велика. Рудари су се поделили у неколико синдиката, са припадношћу политичкој странци. Као резултат тога, социјалистичка унија (повезана са Социјалдемократском партијом) такмичила се с католичким и комунистичким синдикатима до 1933. године, када су их нацисти преузели. Након 1945. социјалисти су изашли на видјело.

## Белгија
До 1830. године, када су гвожђе и касније челик постали важни у Валонији, белгијска индустрија угља је одавно успостављена и користила је парне машине за пумпање. Белгијско угљено поље лежало је у близини пловне реке Мезе, па је угаљ достављан низводно до лука и градова делте Рајне -Музе- Шелда . Отварањем канала Сеинт-Квентин (Canal de Saint-Quentin) 1810. године, угаљ је могао барком кренути ка Паризу. Белгијско угљено поље протеже се на већем делу своје површине, а високо савијена природа шавних угља, део геолошке Ренохаркеинске (Rhenohercynian) зоне, значила је да су површинске појаве угља биле веома обилне. Испрва нису биле потребне дубоке мине, па се појавио велики број малих операција. Постојао је сложен правни систем за концесије и често су више слојева имали различите власнике. Предузетници су почели да иду све дубље и дубље, захваљујући добром пумпном систему. Године 1790. максимална дубина мина била је 220 m (720 ft). До 1856. године просечна дубина у Боринажу (Borinage) износила је 361 m (1.184 ft), а 1866. 437 m (1.434 ft), а неке јаме досезале су се са 700—900 m (2.300—3.000 ft); једна је била 1.065 m (3.494 ft) дубока, вероватно најдубљи рудник угља у Европи у овом тренутку. Експлозије гаса биле су озбиљан проблем, а Белгија је имала високу стопу смртности рудара угља. До краја 19. века слојеви су постали исцрпљени, а индустрија челика је увоз неке угаљ из Рура . Откриће Андри Димонта (André Dumont) 1900. године угља у басену Кампајн (Campine), у белгијској провинцији Лимбург, подстакло је предузетнике из Лијежа да отворе руднике угља, који углавном производе угаљ за челичну индустрију. Најављена реорганизација белгијских рудника угља 1965. резултирала је штрајковима и побуном која је довела до смрти два рудара угља 1966. у руднику Зварбрг (Zwartberg). Угаљ се ископавао у сливу Лијежа до 1980. године, у сливу јужне Валоније до 1984. године и у басену Кампајн (Campine) до 1992. године.

## Пољска
Први стални рудник угља у Пољској основан је у Есчакова (Szczakowa) код Јавожна 1767. године. У 19. веку развој вађења гвожђа, бакра и олова у јужној Пољској (посебно у Старославенској индустријској регији, а касније и у региону Шлеске) довео је до брзог развоја вађења угља. Међу најистакнутијим лежиштима су она која се налазе у садашњем индустријском региону Горње Шлеске и руднику угља Рајбник (Rybnik) (који је раније био део Прусије) и Заглаби Домбровски (Zagłębie Dąbrowskie) на руској страни границе.
У модерно доба угља се још увијек сматра стратешким ресурсом пољске економије, јер покрива отприлике 65% енергетских потреба. Пре и после Другог светског рата Пољска је била један од највећих произвођача угља у свету, обично наведен међу пет највећих. Међутим, након 1989. производња угља је у паду, а укупна производња за 1994. достигла је 132 милиона метричких тона, 112 милиона метричких тона у 1999. години и 104 милиона метричких тона у 2002. години.

## Русија
Од 1860-их година, велика лежишта Доњецког басена (Донбас) на југу Русије испоручују 87% руског угља. Користиле су га железнице и индустрија гвожђа и челика. После 1900. године отворена су мања лежишта у близини Домброва, Забајкл (Zabaikal) и Черомково (Cheremkhovo) у Сибиру. Такође су деловали и мали старији рудници јужно од Москве. Производњу угља контролисали су неефикасни руско-британски синдикати, а недостајало је и радника, па су компаније поставиле системе социјалне заштите за њих. Њихов мали производ и слаб руски железнички систем усредсређен на железницу Екатарининскеја (Ekaterininskaia) обуздали су раст тешке руске индустрије.
У Другом светском рату губитак 60% рударских подручја од немачких окупатора приморао је на брзо ширење рудника на Уралу као и на већу употребу рудника у Кузњецком басену у Сибиру. 1939. године Урал је производио само половину горива потребног локалној индустрији. Током рата рудници су проширивани и преко 700 фабрика је евакуисано са запада, што је знатно повећало потражњу за уралским угљем. Затвореници из гулага послани су у руднике; до трећине радника биле су жене. Рудари су добијали много веће оброке хране. Производња се удвостручила, а удео региона у укупној националној производњи угља порастао је са 8% на 22%.
У периоду од 1989-91. милитантни рудари угља у Русији и Украјини били су основ револуционарних снага које су 1991. године коначно срушиле комунистички систем.
Данас је Доњецки басен главни рудник угља у источној Украјини и суседним деловима Русије. Производња током 2009. године износила је 68,7 милиона тона у украјинском и 4,9 милиона тона у руском делу слива, али гас угља представља велику опасност.

## Кина
Индустрија угља у Кини постоји много векова уназад. Последњих деценија постао је главни извор енергије онога што је (од 2010) друга највећа светска економија. Тако је Кина далеко највећи произвођач угља у свету, производећи више од 2,8 милијарди тона угља у 2007. години, односно приближно 39,8 процената целокупног угља произведеног у свету током те године. За поређење, други највећи произвођач, Сједињене Америчке Државе, произвео је више од 1,1 милијарди тона у 2007. години. Процењује се да у кинеској индустрији на вађењу угља ради 5 милиона људи. Сваке године 20.000 рудара погине у несрећама. Већина кинеских рудника налази се дубоко под земљом и не производи површинске поремећаје типичне за рударске траке.

## Индија
Угаљ није био познат током владавине Магла (Mughal) упркос њиховом контакту са Европљанима. Комерцијална експлоатација започела је 1774. године, Џон Сумнр (John Sumner) и Суитониус Грант Хитли (Suetonius Grant Heatly) из компаније из Источне Индије, успостављајући операције у нафтном пољу Раниганж (Raniganj) уз западну обалу реке Дамодор (Damodar). Због недостатка потражње раст је био спор до 1853. године, увођењем парних локомотива у брзорастући железнички систем.
Индија је увезала велике количине угља из Британије 1895. године, али како се домаћа производња повећавала и за које је утврђено да је погодна за локомотиве и бродове, потражња за увозом угља драматично је опала. Извоз угља у Индију порастао је, посебно у Брму (Burma), Селон (Ceylon) и малајске државе.
1900. године производња је порасла на просечни годишњи ниво од милион тона (мт), а Индија је производила 6,12 мтс. годишње до 1900  и 18 мтс годишње до 1920.  Привремене потражње у рату (1914—1918) праћене су падом у 1930-има. Производња је достигла ниво од 29 мтс. до 1942 и 30 мтс. до 1946.
Некон независности Индије, нова влада нагласила је бржи раст тешке индустрије. Национална корпорација за развој угља основана је 1956. године (као влада Индије). Оснивање овог тела био је главни корак у развоју аутохтоног индијског угљеног сектора. Посебно важно је развој огроманог Данбад рударског комплекс са таквим великим операцијама као што Тата челик, БЦЦЛ, ЕЦЛ и IIСЦО (Indian Iron And Steel Company), као и индијска школа рударства IIТ (ИСМ) Данбад за инжењере, геологе и менаџере.

## Друге земље
У 21. веку, Индонезија је проширила своју експлоатацију угља и до 2011. године заузела 5. место у свету по производњи. До 2011. године Казахстан се сврстао у првих десет по производњи угља и резервама. Лигнит („мрки угаљ“) остаје важан са највећим произвођачима у Немачкој, Кини и Русији.

## Катастрофе
Рударство је увек било посебно опасно због експлозија, обрушавања крова и тешкоћа подземног спасавања. Најгора катастрофа у историји британског откопавања угља догодила се у Сенгхедин-у (Senghenydd) на пољу угља у Јужном Велсу. Ујутру 14. октобра 1913. у експлозији и пожару погинуло је 436 мушкараца и дечака. Опоравњена су само 72 тела. Уследила је серија многих рударских незгода крајем 19. века, попут експлозије Окс (Oaks) из 1866. године и катастрофе Хартли Koliри (Hartley Colliery) из 1862. године. Већина експлозија била је изазвана паљењем ватре, а затим експлозијом угљене прашине. У Хартлиу није било експлозије, али рудари су се завукли кад је једну осовину блокирао сломљени сноп ливеног гвожђа из мотора за вучу. Смрт је углавном билa узрокованa тровањем угљен-моноксидом, познатим као амфердамп .
Катастрофа рудника Куриес (Courrières), највећа рударска несрећа у Европи, узроковала је смрт 1099 рудара у северној Француској, 10. марта 1906. У несрећи Бенксиху Цолири (Benxihu Colliery) у Кини 26. априла 1942. године погинуло је 1.549 рудара.
Као и катастрофе које директно утичу на руднике, било је и катастрофа које се могу приписати утицају рудника на околне пејзаже и заједнице. Аберванска (Aberfan) катастрофа 1966. године покопала је школу у Јужном Велсу када се срушила огромна гомила шљаке, у којој је погинуло 116 деце и 28 одраслих.

### Тренутни услови
- Бурнс, Данијеле. Савремена пракса вађења угља (1907)
- Chironis, Nicholas P. (1978). Coal Age Operating Handbook of Coal Surface Mining and Reclamation. Coal Age Mining Informational Services. ISBN 0-07-011458-7. )
- Hamilton, Michael S. (2005). Mining Environmental Policy: Comparing Indonesia and the USA. Burlingthon, VT: Ashgate. ISBN 0-7546-4493-6.
- Хаиес, Геоффреи. Цоал Мининг (2004), 32 стр
- Хугхес. Херберт В, Рудник књига: За употребу менаџера кочења и других (Лондон, многа издања 1892-1917), стандардни британски уџбеник за своје доба.
- Куензер, Цлаудиа. Ископавање угља у Кини In: Emma Schumacher-Voelker; Brigitte Mueller, ур. (2007). BusinessFocus China: Energy : A comprehensive overview of the Chinese energy sector / MR ; DE-International. Gic-Deutschland-Verlag. стр. 62—68. ISBN 978-3-940114-00-6.
- National Energy Information Center. „Greenhouse Gases, Climate Change, Energy”. Приступљено 16. 10. 2007.
- Цхарлес В. Ниелсен и Георге Ф. Рицхардсон. Приручник за индустрију угља Кеистоне из 1982. године (1982)
- Салеем Х. Али. "Умањење наших минерала, 2006."
- Speight, James G. (24. 10. 2011). An Introduction to Petroleum Technology, Economics, and Politics. John Wiley & Sons. ISBN 9781118192542.
- Srivastava, Arun Kumar (1988). Coal Mining Industry in India. Deep & Deep Publications. ISBN 81-7100-076-2.
- Тонге, Јамес. Принципи и пракса вађења угља (1906)
- Trade and Industry, UK Department of. „The Coal Authority”. Архивирано из оригинала 13. 10. 2008. г. Приступљено 16. 10. 2007.
- Светски институт за угаљ Ресурси за угаљ (2005) покривају све аспекте индустрије угља у 48 пп; „online верзија”. Архивирано из оригинала 03. 08. 2008. г. Приступљено 08. 05. 2020.
- Воитински, ВС и ЕС Воитински. Светски популацијски и производни трендови и изгледи (1953), стр. 840–881; са многим табелама и мапама о светској индустрији угља током 1950. године

### Британија

#### Историјске науке
- Асхтон, ТС & Сикес, Ј. Индустрија угља из XVIII века . 1929.
- Баилиес, Царолин. Историја руда Иорксхире, 1881-1918 Роутледге (1993).
- Benson, John. "Coalmining" in in Chris Wrigley, ed. A History of British industrial relations, 1875–1914. Univ of Massachusetts Press. 1982. стр. 187–208.
- Benson, John (1980). British Coal-Miners in the Nineteenth Century: A Social History. Holmes & Meier. Архивирано из оригинала 15. 01. 2011. г. Приступљено 08. 05. 2020.
- Буктон, НК Економски развој британске индустрије угља: од индустријске револуције до данас . 1979.
- Дрон, Роберт В. Економија вађења угља (1928).
- Фино, Б. Питање угља: Политичка економија и промене у индустрији од деведесетог века до данас (1990).
- Robert Lindsay Galloway (1898). Annals of coal mining and the coal trade. . Прва серија [до 1835.] 1898; Друга серија. [1835-80] 1904. Репринтед 1971. на Универзитету у Илиноису
- Галловаи, Роберт Л. Историја вађења угља у Великој Британији (1882) Онлајн у Опен Либрари
- Гриффин, АР Британска индустрија за експлоатацију угља: ретроспектива и перспектива. 1977.
- Griffin, Emma (2010). A Short History of the British Industrial Revolution. Palgrave. стр. 109—10.
- Хатцхер, Јохн и др. Историја британске индустрије угља (5 вол. Oxford University Press, 1984–87); 3000 страница научне историје
  - Hatcher, John (1993). The History of the British Coal Industry: Volume 1: Before 1700. ISBN 0-19-828282-6. doi:10.1093/acprof:oso/9780198282822.001.0001.
  - Мицхаел В. Флинн и Давид Стокер. Историја британске индустрије угља: свезак 2. 1700-1830: Индустријска револуција (1984).
  - Рои Цхурцх, Алан Халл и Јохн Канефски. Историја британске индустрије угља: Свезак 3: Викторијанско превладавање
  - Барри Суппле. Историја британске индустрије угља: свезак 4: 1913-1946: одломак и потрага за текстом о економској политици пада (1988)
  - Виллиам Асхвортх и Марк Пегг. Историја британске индустрије угља: свезак 5: 1946-1982: Национализована индустрија (1986)
- Хеинеманн, Маргот. Британски угаљ: Студија рударске кризе (1944).
- Hill, Alan. Coal - a Chronology for Britain. 2012: Northern Mine Research Society. Архивирано из оригинала 20. 02. 2014. г. Приступљено 08. 05. 2020.
- Hull, Edward (1861). The coal-fields of Great Britain: their history, structure, and resources. London: 1861: Stanford.
- Хулл, Едвард . Наши ресурси угља крајем 19. века (1897) Онлајн у Отвореној библиотеци. Стрес на геологији.
- Јаффе, Јамес Алан. Борба за тржишну снагу: Индустријски односи у британској индустрији угља, 1800-1840 (2003).
- Јевонс, ХС Британска трговина угљем . 1920., преписано 1969
- Јевонс, В. Станлеи . Питање угља : Упитник о напретку нације и вероватном исцрпљивању наших рудника угља (1865).
- Кирби, МВ Британска индустрија експлоатације угља, 1870-1946: политичка и економска историја . 1977.
- Laslett, J. H. M. (1982). „The Independent Collier: Some Recent Studies of Nineteenth Century Coalmining Communities in Britain and the United States”. International Labor and Working-Class History. 21 (21): 18—27. JSTOR 27671394. S2CID 146763585. doi:10.1017/S0147547900007420.
- Lucas, Arthur F. (1934). „A British Experiment in the Control of Competition: The Coal Mines Act of 1930”. The Quarterly Journal of Economics. 48 (3): 418—441. JSTOR 1882822. doi:10.2307/1882822. у ЈСТОР-у]
  - Prest, Wilfred (1936). „The British Coal Mines Act of 1930, Another Interpretation”. The Quarterly Journal of Economics. 50 (2): 313—332. JSTOR 1885026. doi:10.2307/1885026. у ЈСТОР-у]
- Левис, Б. Рударство угља у XVIII и XIX вијеку . Лонгман, 1971.
- Неф, ЈУ Успон британске индустрије угља . 2в 1932, свеобухватно научно истраживање
- Орвелл, Георге . "Довн тхе Мине" ( Пут ка Вигенском помолу, поглавље 2, 1937) цео текст
- Рове, ЈВФ Плате у индустрији угља (1923).
- Supple, Barry (1988). „The Political Economy of Demoralization: The State and the Coalmining Industry in America and Britain between the Wars”. Economic History Review. 41 (4): 566—591. JSTOR 2596602. doi:10.2307/2596602.
- Турнхеим, Бруно и Франк В. Геелс. Turnheim, Bruno; Geels, Frank W. (2013). „The destabilisation of existing regimes: Confronting a multi-dimensional framework with a case study of the British coal industry (1913–1967)”. Research Policy. 42 (10): 1749—1767. doi:10.1016/j.respol.2013.04.009. Истраживачка политика.
- Waller, Robert (1983). The Dukeries Transformed: A history of the development of the Dukeries coal field after 1920. Oxford University Press. ISBN 978-0-19-821896-8.
- Williams, Chris (1998). Capitalism, community and conflict: The south Wales coalfield, 1898–1947. U of Wales Press.

#### Библиографски водичи
- Бенсон, Ј., Тхомпсон, ЦХ и Невилле, РГ Библиографија британске индустрије угља . 1981
- Ископавање угља[мртва веза] Бритисх Либрари   (Водичи за колекцију друштвених наука: Актуелне библиографије)
- Галловаи, РЛ Анали вађења угља и трговине угљем . - в1 репринта из 1971. у уводу је наведена библиографија.
- Линслеи, СМ Индустрија угља - избор библиографије . Дурхам Мининг Мусеум
- Мрежа историје рударства „Библиографија британске историје рударства: Објављује се од 1987. године”. Архивирано из оригинала 02. 02. 2020. г. Приступљено 08. 05. 2020. . Упркос наслову, укључен је и ранији материјал.
- Институт за рударство и машинске инжењере Северне Енглеске. Меморијална библиотека Ницхолас Воод. Историја рударства у Великој Британији: неке корисне књиге . 2018

### Америка

#### Индустрија
- Адамс, Сеан Патрицк,. "Америчка индустрија угља у деветнаестом веку." ЕХ. Нет Енцицлопедиа, 15. август 2001. научни преглед
- Adams, Sean P. (2006). „Promotion, Competition, Captivity: The Political Economy of Coal”. Journal of Policy History. 18 (1): 74—95. S2CID 154343720. doi:10.1353/jph.2005.0026.
- Адамс, Сеан Патрицк. Олд Доминион, Индустриал Цоммонвеалтх: угљен, политика и економија у Антебеллум Америци . Јохнс Хопкинс Университи Press, 2004.
- Биндер, Фредерицк Мооре. Царство доба угља: угаљ у Пенсилванији и његова употреба до 1860 . Харрисбург: Историјска и музејска комисија у Пенсилванији, 1974.
- Chandler, Alfred D. (1972). „Anthracite Coal and the Beginnings of the Industrial Revolution in the United States”. The Business History Review. 46 (2): 141—181. JSTOR 3113503. S2CID 154542035. doi:10.2307/3113503.
- Conley, Phil (1960). History of West Virginia Coal Industry. Charleston: Education Foundation.
- Давиес, Едвард Ј., II. Антрацитна аристокрација: вођство и друштвене промене у регионима са чврстим угљем североисточне Пенсилваније, 1800–1930 (1985).
- ДиЦиццио, Цармен. Угаљ и кокс у Пенсилванији . Харрисбург: Историјска и музејска комисија Пенсилваније, 1996
- Еавенсон, Ховард. Прво век и четвртина америчке индустрије угља 1942.
- Verla R. Flores and A. Dudley Gardner (1989). Forgotten Frontier: A History of Wyoming Coal Mining. Архивирано из оригинала 16. 05. 2010. г. Приступљено 08. 05. 2020.
- Hudson Coal Company (1932). The Story of Anthracite. New York.; Корисни преглед индустрије у 20. веку; коректан са перспективом оператора
- Лаувер, Фред Ј. "Шетња успоном и падом антрацитне моћи", интернетско издањеПеннсилваниа Херитаге Магазине. „Museum of Anthracite Mining”. 27 (1). 2001. Архивирано из оригинала 2008-05-14. г.
- Дуго, Присцилла. Где сунце никада не сија: Историја америчке индустрије крвавих угља Парагон, 1989.
- Matheis, Mike (2016). „Local Economic Impacts of Coal Mining in the United States 1870 to 1970”. The Journal of Economic History. 76 (4): 1152—1181. S2CID 157866790. doi:10.1017/S002205071600098X.
- Нелсон, Роберт Х. Израда савезне политике угља (1983)
- Нетсцхерт, Бруце Ц. и Сам Х. Сцхурр, Енергија у америчкој економији, 1850-1975: Економска студија о њеној историји и перспективама. Energy in the American Economy, 1850-1975: An Economic Study of Its History and Prospects. Архивирано из оригинала 02. 05. 2010. г. Приступљено 08. 05. 2020.
- Паркер, Глен Лавхон. Индустрија угља: студија о социјалној контроли . . 1940. Недостаје или је празан параметар |title= (помоћ) (Васхингтон: Амерички савјет за односе са јавношћу)
- Повелл, Х. Бењамин. Прва криза из Филаделфије. Јацоб Цист и тржиште тржишта антрацита у Пенсилванији . Тхе Пеннсилваниа Стате Университи Press, 1978.
- Роттенберг, Дан. У Краљевству угља: Америчка породица и стијена која је променила свет , перспектива власника на Dan Rottenberg (2003). In the Kingdom of Coal: An American Family and the Rock That Changed the World. Архивирано из оригинала 03. 11. 2011. г. Приступљено 08. 05. 2020.
- Сцхурр, Сам Х. и Бруце Ц. Нетсцхерт. Енергија у америчкој економији 1850-1975: економска студија о њеној историји и перспективама. Јохнс Хопкинс Press, 1960.
- Supple, Barry (1988). „The Political Economy of Demoralization: The State and the Coalmining Industry in America and Britain between the Wars”. Economic History Review. 41 (4): 566—591. JSTOR 2596602. doi:10.2307/2596602.
- Veenstra, Theodore A.; Fritz, Wilbert G. (1936). „Major Economic Tendencies in the Bituminous Coal Industry”. The Quarterly Journal of Economics. 51 (1): 106—130. JSTOR 1882503. doi:10.2307/1882503.
- Richard H. K. Vietor, Martin V. Melosi. Environmental Politics and the Coal Coalition. Архивирано из оригинала 14. 01. 2012. г. Приступљено 08. 05. 2020.
- Варрен, Кеннетх. Тријумфални капитализам: Хенри Цлаи Фрицк и индустријска трансформација Америке . Питтсбургх: Университи оф Питтсбургх Press, 1996.

#### Примарни извори
- Report to the President on the Anthracite Coal Strike of May-October, 1902. 1903.
- Извештај Комисије за угљен Сједињених Држава .... (5 вол. У 3; 1925) Званична истрага владе САД о штрајку антрацита из 1922. године. online вол 1-2
  - Трион, Фредерицк Гале и Јосепх Хенри Виллитс, изд. Шта је утврдила Комисија за угаљ: Ауторитативни резиме особља (1925).
  - Комитет за општу политику оператора антрацита. Штрајк антрацитног угља из 1922 .: Изјава о његовим узроцима и основним сврхама (1923); Званична изјава оператера. online

#### Рудари угља и синдикати
- Arnold, Andrew B (2014). Fueling the Gilded Age: Railroads, Miners, and Disorder in Pennsylvania Coal Country.
- Aurand, Harold W (2003). Coalcracker Culture: Work and Values in Pennsylvania Anthracite, 1835–1935..
- Baratz, Morton S. (1955). The Union and the Coal Industry. Yale University Press.
- Блатз, Перри. Демократски рудари: Рад и радни односи у индустрији угља антрацита, 1875-1925 . Албани: СУНИ Press, 1994.
- Управа за руднике угља, САД, Министарство унутрашњих послова. Медицинско истраживање индустрије битуменских угља United States Department of the Interior. A Medical Survey of the Bituminous-Coal Industry. Архивирано из оригинала 13. 01. 2011. г. Приступљено 08. 05. 2020.
- Цорбин, Давид Алан Живот, рад и побуна на пољима угља: Рудари југозападне Вирџиније, 1880-1922 (1981)
- Дик, Кеитх. Шта треба урадити Рудар угља? Механизација експлоатације угља (1988), промене у индустрији угља пре 1940
- Дубофски, Мелвин и Варрен Ван Тине, Јохн Л. Левис: А Биограпхи (1977), вођа Синдиката радника рудника, 1920-1960
- Еллер, Роналд Д. Минерс, Миллхандс анд Моунтаинеерс: Индустриализатион оф Аппалацхиан Соутх, 1880-1930 1982.
- https://web.archive.org/web/20111103091634/https://www.questia.com/PM.qst?a=o&d=65250169. Архивирано из оригинала 03. 11. 2011. г. Приступљено 08. 05. 2020. Недостаје или је празан параметар |title= (помоћ)
- Гроссман, Јонатхан. "Штрајк угља из 1902. - прекретница у америчкој политици" Месечни преглед рада у октобру 1975. године
- Харвеи, Катхерине. Најбољи обучени рудари: Живот и рад у региону Мериленда, 1835-1910 . Cornell University Press, 1993.
- Хинрицхс; АФ Уједињени радници у рудницима Америке и A. F. Hinrichs. The United Mine Workers of America, and the Non-Union Coal Fields. Архивирано из оригинала 15. 01. 2011. г. Приступљено 08. 05. 2020.
- Лантз; Херман Р. Људи из Цоал Товн People of Coal Town. Архивирано из оригинала 03. 01. 2011. г. Приступљено 08. 05. 2020.
- Ласлетт, Јохн ХМ ед. Уједињени рудари: модел индустријске солидарности? Пенн Стате Университи Press, 1996.
- Laslett, J. H. M. (1982). „The Independent Collier: Some Recent Studies of Nineteenth Century Coalmining Communities in Britain and the United States”. International Labor and Working-Class History. 21 (21): 18—27. JSTOR 27671394. S2CID 146763585. doi:10.1017/S0147547900007420.
- Левис, Роналд Л. Рудари црног угља у Америци: сукоби расе, класе и заједнице . Университи Press из Кентуцкија, 1987.
- Лунт, Рицхард Д. Закон и ред против рудара: Западна Вирџинија, 1907-1933 Арцхон Боокс, 1979, О радним сукобима с почетка 20. века.
- Линцх, Едвард А. и Давид Ј. МцДоналд. David J. McDonald, Edward A. Lynch. Coal and Unionism: A History of the American Coal Miners' Unions. Архивирано из оригинала 03. 11. 2011. г. Приступљено 08. 05. 2020.
- Robert McIntosh (2000). Boys in the pits: Child labour in coal mines. McGill-Queen's Press-MQUP.
- Фелан, Крег. Подељене лојалности: Вођа јавног и приватног живота рада Јохн Митцхелл (1994)
- Rössel, Jörg (2002). „Industrial Structure, Union Strategy and Strike Activity in Bituminous Coal Mining, 1881 - 1894”. Social Science History. 16 (1): 1—32. doi:10.1017/S014555320001227X.
- Селтзер, Цуртис. Пожар у рупи: Рудари и менаџери на америчком Универзитету за индустрију угља Универзитета Press у Кентуцкију, 1985., сукоб у индустрији угља до 1980-их.
- Троттер Јр., Јое Виллиам. Угаљ, класа и боја: Црнци у Југозападној Вирџинији, 1915-32 (1990)
- Америчка комисија за имиграцију, Извештај о имигрантима у индустрији, И део: Ископавање битуминозног угља, 2 вол. Документ Сената бр. 633, 61. конг., 2. сес. (1911)
- Валлаце, Антхони ФЦ Ст. Цлаир. Искуство града угља из деветнаестог века са индустријом склоном катастрофи . Knopf, 1981.
- Вард, Роберт Д. и Виллиам В. Рогерс, Лабуристички устанак у Алабами: Велики штрајк 1894. године, Robert David Ward, William Warren Rogers. Labor Revolt in Alabama: The Great Strike of 1894. Архивирано из оригинала 13. 01. 2011. г. Приступљено 08. 05. 2020., штрајк угља

### Кина
- Дориан, Јамес П. Минерали, енергија и економски развој у Кини Цларендон Press, 1994
- Хуаицхуан Руи; Глобализација, транзиција и развој у Кини: Случај усмјеравања индустрије угља 2004. online[мртва веза]
- Thomson; Elspeth (2003). The Chinese Coal Industry: An Economic History. Routledge. Архивирано из оригинала 13. 04. 2010. г. Приступљено 08. 05. 2020. .
- Shellen Xiao Wu (2015). Empires of Coal: Fueling China's Entry into the Modern World Order, 1860–1920.

### Европа
- Parnell, Martin F. (1988). The German Tradition of Organized Capitalism: Self-Government in the Coal Industry. Oxford University Press Inc. Архивирано из оригинала 15. 01. 2011. г. Приступљено 08. 05. 2020.
- Pounds, Norman J. G., and William N. Parker (1957). Coal and Steel in Western Europe; the Influence of Resources and Techniques on Production. Indiana University Press. Архивирано из оригинала 15. 01. 2011. г. Приступљено 08. 05. 2020.
- Поундс, Норман ЈГ Историјска географија Европе, 1800-1914 (1993)
- Norman J. G. Pounds. The Ruhr: A Study in Historical and Economic Geography. Архивирано из оригинала 05. 06. 2011. г. Приступљено 08. 05. 2020.

### Остало
- Цалдерон, Роберто Р. Мексички рударски рад у Тексасу и Коахуили, 1880-1930 (2000) 294 стр.
- Франк, Давид. ЈБ МцЛацхлан: Биографија: Прича о легендарном вођи рада и Рудницима угља Цапе Бретон, (1999), у Канади
- Marsden, Susan (2002). Coals to Newcastle: A History of Coal Loading at the Port of Newcastle, New South Wales 1797-1997. Bobby Graham. ISBN 0-9578961-9-0.
- Нимура Казуо, Андрев Гордон и Терри Боардман; The Ashio Riot of 1907: A Social History of Mining in Japan. Duke University Press. 1997.